# ETO-SZESE
Az ETO-SZESE Győr győri férfi kézilabdacsapat.

## Névváltozások
1973 - 2013 SZESE Győr

2013 -         ETO - SZESE Győr

## Története
Az egyetem életében az egyik legrégebben alakult szakosztály, az 1974-ben alakult férfi kézilabda. Először a megyei bajnokságban szerepeltek, majd  1996-2002 között feljutottak az NB II. Nyugati Csoportjába. 2003 nem volt egy sikeres év, kiestek és 4 éven keresztül a megyei bajnokságban játszottak újra. A csapat és a vezetőség átszervezése, meghozta az eredményt és 2006-ban ismét feljutott az NB II.-be.

2010-2011 idényben sikeresen vették az akadályokat és megnyerték az NB II. bajnokságot. A következő éven a vezetőség úgy döntött, hogy két csapatot is elindít a Magyar bajnokságban. Az egyiket az NB I./B-ben, amit az NB II. megnyerésével harcoltak ki maguknak, a második újonnan szervezett csapatot, pedig a Megyei Bajnokságba nevezték be. Az NB I./B csapat 2. helyen végzett, míg a 2-es számú megnyerte a bajnokságot és újra felkerült az NB II.-be.

Következett a 2012-2013 bajnoki év, ahol is elsöprő sikert arattak és megnyerték az idényt. Ezzel jogot formáltak az NB I.-ben való részvételre

2013 nyara a csapat életében, a legnagyobb változást hozta, ugyanis megszerezték a jogot az ETO név használatára, így a 2013-2014 szezont ETO - SZESE Győr néven kezdik meg szeptemberben.

## Eredmények
- 2012-2013 Feljutás az NB I.-be

## Vezetőedzők
| Időszak   | Név           | Mérkőzésszám | Eredmények |
| --------- | ------------- | ------------ | ---------- |
| 2013-2013 | Magi Serra*   |              |            |
| 2013-     | Rosta Miklós* |              |            |

(*) év közbeni csere

## Játékosok

### Jelenlegi keret
| #  | Név                  | Poszt            |
| -- | -------------------- | ---------------- |
| 1  | Gregor Lorger        | kapus            |
| 2  | Szabó András         | jobbátlövő       |
| 5  | Németh Gábor         | jobbátlövő       |
| 8  | Gubó Alex            | balátlövő        |
| 9  | Terenyi Zoltán       | jobbszélső       |
| 10 | Filipe Mota          | irányító         |
| 12 | Stanko Abadzic       | kapus            |
| 14 | Kalmár László        | szélső           |
| 15 | Rivnyák Viktor       | beálló           |
| 16 | Somogyi Ádám         | kapus            |
| 18 | Hugo Garza Hernandez | balszélső        |
| 19 | Halász Levente       | balátlövő        |
| 24 | Gál Kristóf          | irányító, átlövő |
| 25 | Gebhardt Ádám        | jobbszélső       |
| 33 | Simon Bence          | irányító         |
| 35 | Zivan Pesic          | beálló           |
| 99 | Tóth Emil            | beálló           |

## Külső hivatkozások
- Magyar Kézilabda Szövetség Archiválva 2016. március 14-i dátummal a Wayback Machine-ben